# Powiat brzeziński
Powiat brzeziński – powiat w Polsce (województwo łódzkie), utworzony z części powiatu łódzkiego wschodniego z dniem 1 stycznia 2002 roku na mocy rozporządzenia Rady Ministrów z dnia 31 maja 2001 r. (Dz.U. z 2001 r. nr 62, poz. 631). Jego siedzibą jest miasto Brzeziny.
Według danych z 31 grudnia 2019 roku powiat zamieszkiwały 30 833 osoby.

## Geografia

### Położenie i obszar
Powiat brzeziński ma obszar 358,56 km².
Powiat stanowi 1,97% powierzchni województwa łódzkiego.
Powiat brzeziński leży w środkowej części województwa łódzkiego. Graniczy z pięcioma powiatami ziemskimi: łowickim, łódzkim wschodnim, skierniewickim, tomaszowskim i zgierskim.
Pod względem historycznym powiat brzeziński leży na obszarze dawnej ziemi łęczyckiej (Brzeziny) oraz stanowiącej część Mazowsza ziemi rawskiej (Dmosin, Jeżów).

### Podział administracyjny
W skład powiatu wchodzą:
- gminy miejskie: Brzeziny
- gminy miejsko-wiejskie: Jeżów
- gminy wiejskie: Brzeziny, Dmosin, Rogów
- miasta: Brzeziny, Jeżów

| lp.   | Herb             | Gmina    | siedziba | powierzchnia (km²) | ludność | gęstość zaludnienia (osób/km²) |
| ----- | ---------------- | -------- | -------- | ------------------ | ------- | ------------------------------ |
| 1     |                  | Brzeziny | Brzeziny | 106,64             | 5406    | 51                             |
| 2     |                  | Dmosin   | Dmosin   | 100,19             | 4617    | 46                             |
| 3     |                  | Jeżów    | Jeżów    | 64,09              | 3561    | 56                             |
| 4     | Herb gminy Rogów | Rogów    | Rogów    | 66,06              | 4664    | 71                             |
| 5     |                  | Brzeziny | –        | 21,58              | 12 289  | 569                            |
| Razem | –                | 5        | 4        | 358,56             | 30 884  | 85                             |

## Demografia

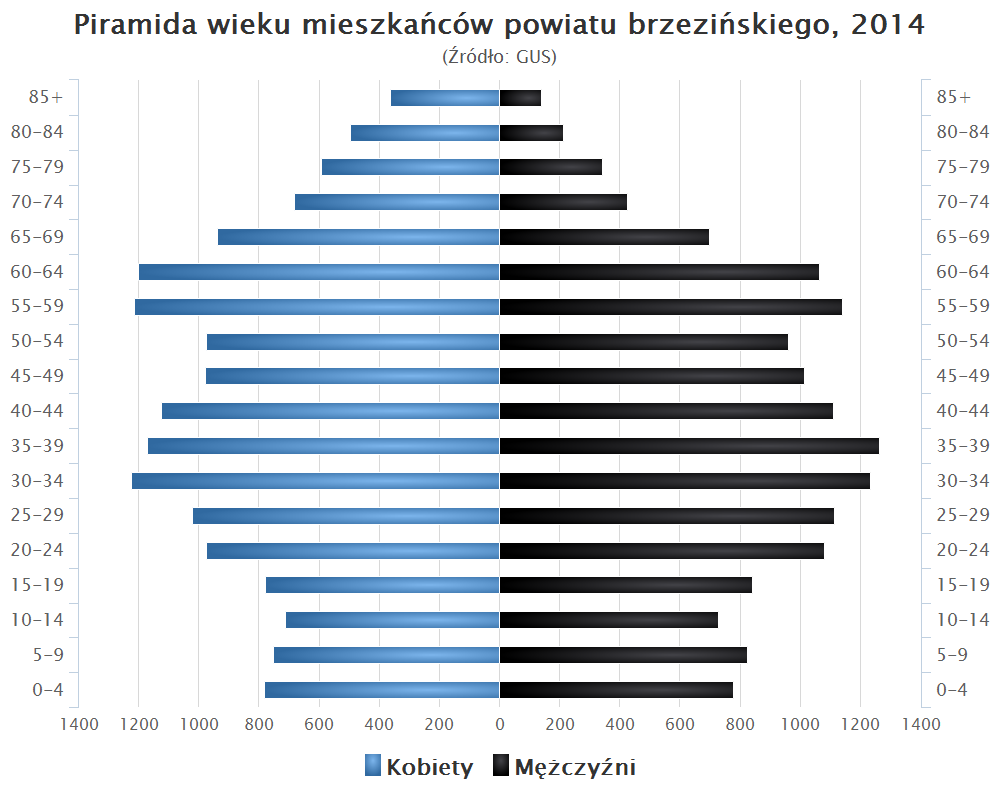
Piramida wieku mieszkańców powiatu brzezińskiego w 2014 roku

Liczba ludności (dane z 31 grudnia 2009):
|        | Ogółem | Ogółem | Kobiety | Kobiety | Mężczyźni | Mężczyźni |
| osób   | %      | osób   | %       | osób    | %         |           |
| ------ | ------ | ------ | ------- | ------- | --------- | --------- |
| Ogółem | 30 537 | 100    | 15 697  | 51,40   | 14 840    | 48,60     |
| Miasto | 12 289 | 40,24  | 6456    | 21,14   | 5833      | 19,10     |
| Wieś   | 18 248 | 59,76  | 9241    | 30,26   | 9007      | 29,50     |

▶Wieś vs ▶miasto
Ogółem (▶k, ▶m)
Miasto (▶k, ▶m)
Wieś (▶k, ▶m)

### Religia
Powiat brzeziński to jeden z obszarów z najmniejszym odsetkiem ludności rzymskokatolickiej w Polsce. Znaczną część jego mieszkańców stanowią bowiem wyznawcy Mariawityzmu.

## Ochrona przyrody
Na terenie powiatu leży część Parku Krajobrazowego Wzniesień Łódzkich, w skład którego wchodzą kompleksy leśne w okolicy Janinowa, Poćwiardówki i Tadzina, a także leśny rezerwat przyrody Parowy Janinowskie. Ponadto w powiecie brzezińskim utworzono jeszcze 5 innych rezerwatów przyrody. Są to: rezerwaty leśne Doliska, Popień i Zimna Woda, florystyczny Górki oraz częściowo jedyny w województwie rezerwat wodny Rawka, obejmujący w całości dolinę rzeki Rawki. Na terenie powiatu ustanowiono 78 pomników przyrody, wszystkie to pomniki przyrody ożywionej.
Park Krajobrazowy Wzniesień Łódzkich powołano w celu ochrony wyjątkowego w Polsce środkowej krajobrazu wyżynnego rozciągającego się na obszarze położonym pomiędzy Łodzią, Brzezinami i Strykowem. Cechuje go dobrze zachowana w stanie pierwotnym szata roślinna, interesująca i bogata fauna, urozmaicona rzeźba terenu wciąż podlegająca żywym procesom geomorfologicznym oraz duża ilość źródlisk i drobnych strumieni.
W Rogowie mieści się arboretum założone w 1923 roku. Jest to placówka badawczo-dydaktyczna. Prowadzi ona badania dotyczące dendrologii i botaniki leśnej. Dysponuje zbiorem ponad dwóch tysięcy gatunków i odmian roślin. Są to głównie drzewa występujące w strefie umiarkowanej na całym świecie, m.in. klony, różaneczniki i gatunki drzew iglastych. We wsi znajduje się także alpinarium utworzone w 1958 roku. Posiada zbiory roślinności naskalnej przedstawianej na tle sztucznych oczek wodnych, kanałów i kaskad.

## Zabytki i inne atrakcje turystyczne

### Architektura sakralna
Godnymi uwagi obiektami architektury sakralnej na terenie powiatu brzezińskiego są:
- Kościół Podwyższenia Świętego Krzyża w Brzezinach – jednonawowy kościół parafialny zbudowany w stylu gotyckim. Kopuła świątyni wzorowana jest na kopule bazyliki św. Piotra w Rzymie. Część kościoła stanowi ufundowana w 1534 roku przez Stanisława Lasockiego kaplica Lasockich. W podziemiach kaplicy znajduje się mauzoleum rodziny Lasockich, a w nim krypty z nagrobkami i portretami członków tej rodziny zmarłych w XVI i XVII wieku.
- Zespół klasztorny Reformatów w Brzezinach – ufundowany w 1627 r., pierwotnie drewniany, obecny murowany ufundowany został przez Teofila i Adama Lasockich. Składa się z wybudowanego w 1754 r. kościoła św. Franciszka z Asyżu oraz klasztoru wzniesionego na początku XVIII wieku. Obie świątynie wielokrotnie ulegały zniszczeniom. Odrestaurowano je w latach 1947–1952.
- Kościół św. Anny w Brzezinach – świątynia powstała w 1719 r. Warto zwrócić uwagę na cenny obraz Świętej Trójcy pochodzący z I połowy XVII wieku, umieszczony w ołtarzu głównym. Innymi obiektami wartymi zobaczenia w kościele są: figura Anioła z chustą św. Weroniki, gotycka chrzcielnica, rzeźba nieznanej świętej z I połowy XVII wieku oraz obrazy św. Walentego i św. Barbary.
- Kościół św. Andrzeja Apostoła w Jeżowie – kościół zbudowany w latach 1907–1914 wraz z nawą z przełomu XV i XVI wieku z zachowanym sklepieniem gwiaździstym w stylu późnogotyckim.
- Kościół cmentarny św. Leonarda w Jeżowie – wybudowany najprawdopodobniej w II połowie XVII wieku.
- Kościół starokatolicki mariawitów pw. Podwyższenia Krzyża Świętego w Grzmiącej – neogotycka świątynia parafialna wybudowana z czerwonej cegły na początku XX wieku.
- Kościół starokatolicki mariawitów pw. Narodzenia Najświętszej Maryi Panny w Woli Cyrusowej – neogotycka świątynia parafialna wybudowana z czerwonej cegły na początku XX wieku, we wnętrzu zabytkowy ołtarz w kształcie konfesji.
- kaplica Kościoła Katolickiego Mariawitów pw. św. Michała Archanioła w Poćwiardówce – drewniana świątynia należąca do Kościoła Katolickiego Mariawitów, przy której mieszka kapłanka – proboszcz parafii.
- kaplica Kościoła Katolickiego Mariawitów pw. Przenajświętszego Sakramentu w Grzmiącej – z figurą Matki Boskiej Niepokalanie Poczętej i klombem kwiatowym.

### Muzea
- Muzeum Regionalne w Brzezinach – założone w 1972, posiadające wystawy stałe o tematyce sławnych ludzi związanych z miastem, jego historię oraz pochówków ciałopalnych we wczesnym okresie przedchrześcijańskim. Ponadto znajduje się tu pochodzący z przełomu XIX i XX wieku warsztat krawiecki zachowanymi maszynami i urządzeniami krawieckimi.
- Muzeum Lasu i Drewna w Rogowie – założone w 1950, znajduje się w pobliżu Leśnego Zakładu Doświadczalnego SGGW. Jest to oryginalna placówka muzealna. Posiada bogate zbiory zoologiczne dotyczące głównie ptaków i ssaków, botaniczne, fitopatologiczne oraz ksylotekę.

### Kolej Wąskotorowa Rogów – Rawa – Biała
Kolej Wąskotorowa Rogów – Rawa – Biała (dawniej Rogowska Kolej Dojazdowa i Rogowska Kolej Wąskotorowa) – jedyna istniejąca w województwie kolej wąskotorowa prowadząca z Rogowa przez Jeżów i Rawę Mazowiecką do Białej Rawskiej. Tory kolei zostały położone w 1915 i przebudowane w 1950 roku. Na stacji w Rogowie obecnie gromadzone są zabytkowe pociągi w ramach utworzenia skansenu kolei wąskotorowych. Wstęp na nią jest bezpłatny. Znajduje się tam także drezyna ręczna dająca możliwość jazdy po stacji. Po linii kolei kursuje w każdą niedzielę od maja do września ogólnodostępny pociąg turystyczny.

## Starostowie brzezińscy
Na podstawie źródła:
- Krzysztof Czułno (1 stycznia 2002 – 18 listopada 2002)
- Edmund Kotecki (18 listopada 2002 – 21 listopada 2018)
- Renata Kobiera (21 listopada 2018 – 7 maja 2024)
- Bartłomiej Lipski (7 maja 2024 – nadal)

## Sąsiednie powiaty
łowicki, łódzki wschodni, tomaszowski, skierniewicki, zgierski